# Atyria mayonensis
Atyria mayonensis är en fjärilsart som beskrevs av Louis Beethoven Prout 1938. Atyria mayonensis ingår i släktet Atyria och familjen mätare. Inga underarter finns listade i Catalogue of Life.